# Ustilago dregeanoides
Ustilago dregeanoides är en svampart som beskrevs av Vánky & C. Vánky 1997. Ustilago dregeanoides ingår i släktet Ustilago och familjen Ustilaginaceae.   Inga underarter finns listade i Catalogue of Life.